# Charmouthien
Le Charmouthien est le nom, aujourd'hui obsolète, d'un étage stratigraphique du Jurassique inférieur (Lias), entre le Sinémurien et le Toarcien. Cet intervalle est aujourd'hui nommé Pliensbachien.  

## Historique
La partie moyenne de la série du Lias, appelée historiquement Lias moyen, a été successivement nommée :
- Liasien à partir de 1849 par le naturaliste et paléontologue français Alcide d'Orbigny[2] ,[3]  ;
- Pliensbachien en 1856-1858 par le paléontologue allemand Carl Albert Oppel[4] ;
- et enfin Charmouthien en 1864 par le géologue et paléontologue suisse Karl David Wilhelm Mayer-Eymar [5], puis en 1874 par le géologue suisse Eugène Renevier[6].

C'est le nom de Pliensbachien qui sera finalement retenu.

## Étymologie
Le nom de Charmouthien est donné par le bourg de Charmouth, sur la côte de la Manche dans le comté du Dorset en Angleterre.